# Восточный Саян

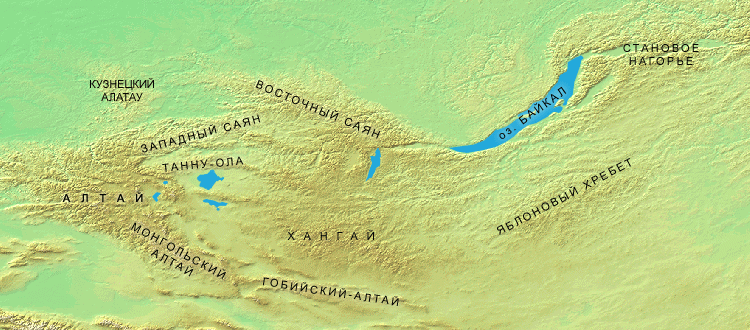
Горы Южной Сибири

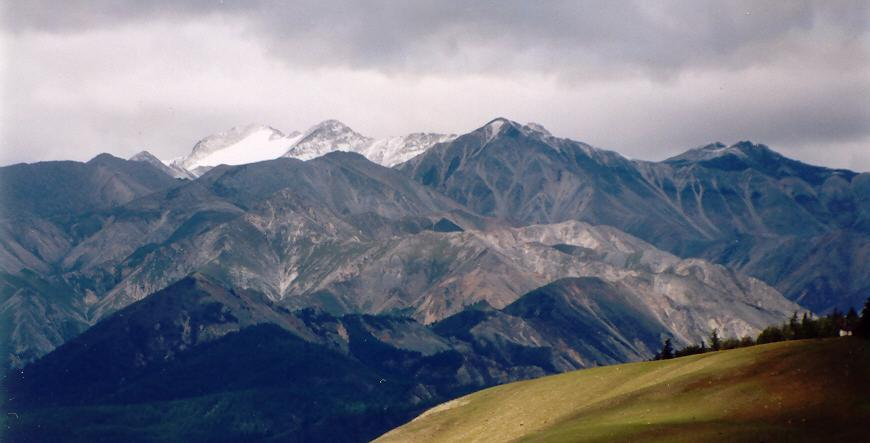
Мунку-Сардык

Ледник Кусургашева

Восто́чный Сая́н — горная система в Южной Сибири, расположенная на территории России (юго-восток Красноярского края, запад Бурятии, юго-запад Иркутской области, северо-восток Тувы) и Монголии  (север аймака Хувсгел). Протягивается с северо-запада на юго-восток (свыше 1000 км) от правобережья Енисея до Байкала. Вместе с Западным Саяном образует Саянские горы. Примыкает к юго-западному краю Сибирской платформы.

## Орография
Восточный Саян имеет складчатую структуру северо-западного и субширотного направления. Основные направления главных хребтов совпадают с простиранием тектонических структур и разломов. Хребты северо-западной части образуют плосковершинные белогорья (Манское Белогорье, Канское Белогорье, Кутурчинское Белогорье и др.) и белки́  (Агульские Белки), бо́льшую часть года на которых сохраняются снега. 
В центральной и юго-восточной части расположены высокогорные массивы Большого Саяна, Тункинских, Бельских, Китойских, Ботогольских гольцов, Мунку-Сардыка, Дзалу-Хилийн-Нуру и др., характеризующихся альпийскими формами рельефа.
Имеются также обширные участки древнего выровненного рельефа и вулканические плато, отличающиеся пологим наклоном (Окинское плато и др.). В пределах горной системы существуют молодые вулканические образования (вулканы Кропоткина, Перетолчина и др.).
Склоны горных хребтов ниже 2000 м характеризуются типичным среднегорным рельефом с глубокими долинами. В межгорных котловинах наблюдаются различные формы аккумулятивного рельефа, сложенные ледниковыми, водно-ледниковыми и озёрными отложениями. В восточной части присутствует многолетняя мерзлота и обусловленные ею мерзлотные формы рельефа.
Особенностью горного рельефа являются курумы, которые широко распространены выше пояса лесной растительности; но иногда курумы встречаются и значительно ниже, как например, по левому берегу реки Халбан-Хара-Гол — левому притоку реки Оки Саянской.
В рельефе рек нередки такие формы как бомы, разбои, пороги и шивера. Часть рек образует живописные каньоны и водопады, как, например, водопад на реке Дабата.

## Геология
Восточный Саян сложен главным образом гнейсами, слюдисто-карбонатными и кристаллическими сланцами, мраморами, кварцитами, амфиболитами. Межгорные впадины заполнены терригенно-угленосными толщами.
Среди наиболее заметных полезных ископаемых — золото, графит, бокситы, асбест, фосфориты.

## Растительность
Ландшафты Восточного Саяна более чем наполовину горно-таёжные, значительной частью высокогорные. В горно-таёжном поясе присутствуют темнохвойные елово-пихтовые и светлохвойные лиственнично-кедровые леса. Выше 1500—2000 м расположена кустарниковая и мохово-лишайниковая каменистая горная тундра. В западной части горной страны встречаются субальпийские кустарники и луга. Многочисленны каменистые осыпи и курумы.

## Климат
Климат Восточного Саяна резко континентальный — зима в горах продолжительная и суровая, лето короткое и прохладное. На высотах 900—1300 м средние температуры января колеблются от −17 до −25 °C, средние температуры июля — от 12 до 14 °C.
Количество осадков зависит от расположения склонов. В восточных и юго-восточных районах около 300 мм в год; в западных и юго-западных — до 800 мм в год; в северных предгорьях — около 400 мм в год.

## Гидрография
В Восточном Саяне существует около 100 ледников общей площадью около 30 км². В основном это карровые и висячие ледники.

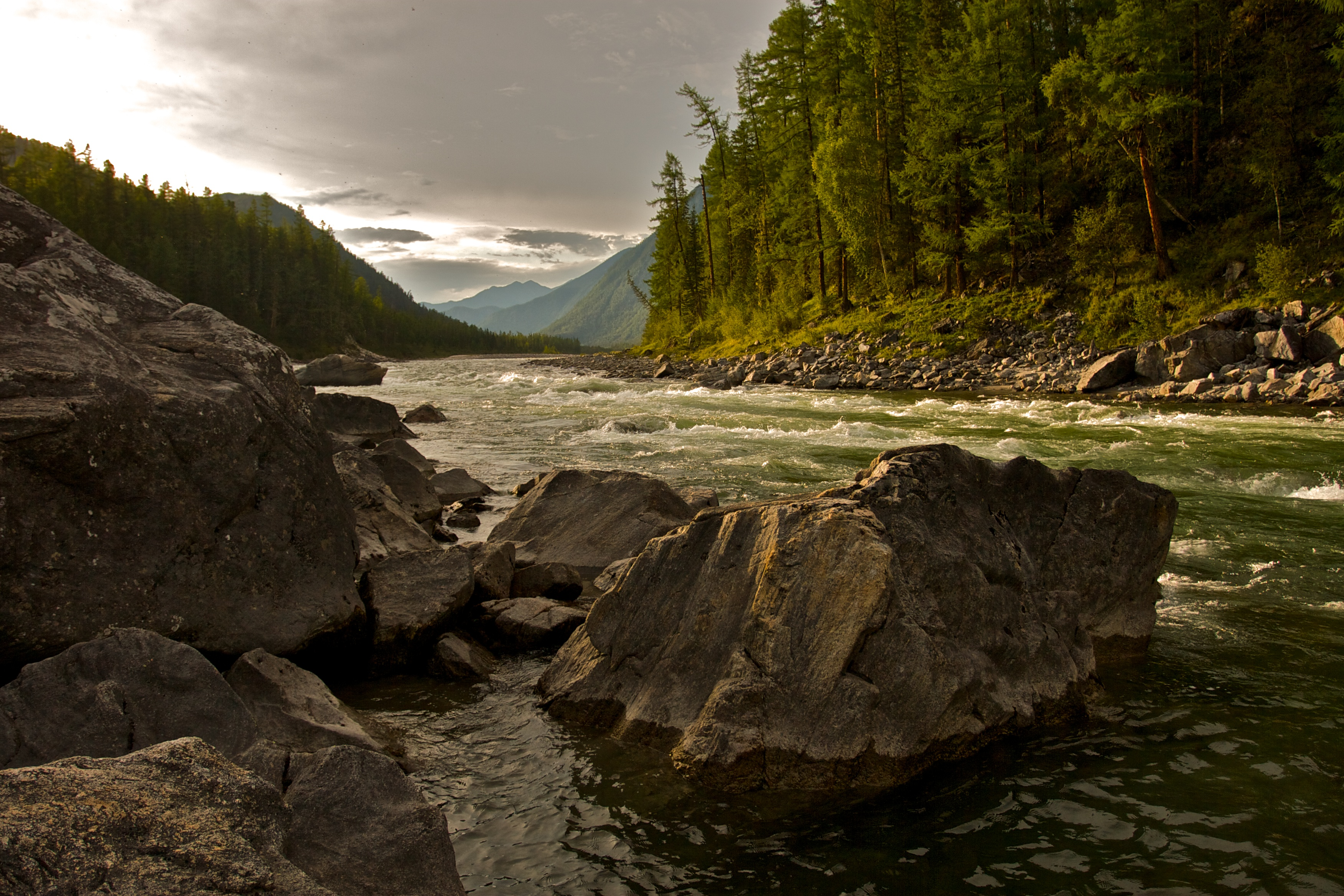
Река Китой

Речная сеть относится к бассейну Енисея. Крупнейшие реки — Агул, Бирюса, Кан, Мана, Сисим, Сыда, Туба, Уда, Ия, Ока, Большая Белая, Китой, Иркут.
Озёра главным образом ледникового происхождения (например, Агульское).
В пределах Тункинских Гольцов расположены известные минеральные источники — Аршан, Нилова Пустынь, Шумак.

## Охрана природы
На крайнем северо-западе Восточного Саяна, на правом берегу Енисея, непосредственно рядом с Красноярском, расположен заповедник Столбы. На крайнем юго-востоке располагается Тункинский национальный парк, занимающий территорию одноимённого муниципального района Бурятии.